# Xã Marion, Quận Butler, Pennsylvania
Xã Marion (tiếng Anh: Marion Township) là một xã thuộc quận Butler, tiểu bang Pennsylvania, Hoa Kỳ. Năm 2010, dân số của xã này là 1.239 người.